# Åmot Station
Åmot Station (Åmot stasjon) er en tidligere jernbanestation på Randsfjordbanen, der ligger i byområdet Åmot i Modum kommune i Norge.
Stationen blev åbnet sammen med den første del af Randsfjordbanen mellem Drammen og Vikersund 15. november 1866. Oprindeligt hed den Aamot, men stavemåden blev ændret til Åmot i april 1921. Stationen blev fjernstyret 17. december 1973. Betjeningen med persontog ophørte 13. juni 2004, men stationen eksisterer stadig. Udover en stationsbygning, der er opført i træ efter tegninger af Georg Andreas Bull, består den af et pakhus, krydsningsspor og sidespor.